# تپه تل میش
تپه تل میش در شهرستان ملایر، بخش سامن، دهستان حرم رود سفلی، روستای بلرتو واقع شده و این اثر در تاریخ ۲۵ آبان ۱۳۸۷ با شمارهٔ ثبت ۲۳۷۲۲ به‌عنوان یکی از آثار ملی ایران به ثبت رسیده است.